# اچ‌دی ۲۷۲۴۵
اچ‌دی ۲۷۲۴۵ یک ستاره است که در صورت فلکی زرافه قرار دارد.